# Nghĩa Thuận, Thái Hòa
Nghĩa Thuận là một xã thuộc thị xã Thái Hòa, tỉnh Nghệ An, Việt Nam.
Xã Nghĩa Thuận có diện tích 30,76 km², dân số năm 1999 là 10.066 người, mật độ dân số đạt 327 người/km².